# Heterolaophonte insignis
Heterolaophonte insignis är en kräftdjursart som först beskrevs av T. Scott 1914.  Heterolaophonte insignis ingår i släktet Heterolaophonte och familjen Laophontidae. Inga underarter finns listade i Catalogue of Life.